# Енсхеде
Е́нсхеде (нід. Enschede, МФА: [ˈɛnsχəˌdeː]) — місто і муніципалітет в Нідерландах в провінції Оверейсел, знаходиться у східній частині країни на кордоні з Німеччиною.

## Географія

### Населені пункти муніципалітету
Міста
- Енсхеде

Села
- Букело
- Гланербрюг
- Лоннекер
- Уссело

Селища
- Твеккело

### Клімат
| Клімат Енсхеде (середні за 1991–2020 роки, екстремуми з 1951 року) | Клімат Енсхеде (середні за 1991–2020 роки, екстремуми з 1951 року) | Клімат Енсхеде (середні за 1991–2020 роки, екстремуми з 1951 року) | Клімат Енсхеде (середні за 1991–2020 роки, екстремуми з 1951 року) | Клімат Енсхеде (середні за 1991–2020 роки, екстремуми з 1951 року) | Клімат Енсхеде (середні за 1991–2020 роки, екстремуми з 1951 року) | Клімат Енсхеде (середні за 1991–2020 роки, екстремуми з 1951 року) | Клімат Енсхеде (середні за 1991–2020 роки, екстремуми з 1951 року) | Клімат Енсхеде (середні за 1991–2020 роки, екстремуми з 1951 року) | Клімат Енсхеде (середні за 1991–2020 роки, екстремуми з 1951 року) | Клімат Енсхеде (середні за 1991–2020 роки, екстремуми з 1951 року) | Клімат Енсхеде (середні за 1991–2020 роки, екстремуми з 1951 року) | Клімат Енсхеде (середні за 1991–2020 роки, екстремуми з 1951 року) | Клімат Енсхеде (середні за 1991–2020 роки, екстремуми з 1951 року) |
| Показник                                                           | Січ.                                                               | Лют.                                                               | Бер.                                                               | Квіт.                                                              | Трав.                                                              | Черв.                                                              | Лип.                                                               | Серп.                                                              | Вер.                                                               | Жовт.                                                              | Лист.                                                              | Груд.                                                              | Рік                                                                |
| Абсолютний максимум, °C                                            | 14,5                                                               | 19,5                                                               | 24,5                                                               | 29,3                                                               | 31,8                                                               | 35,4                                                               | 40,2                                                               | 36,2                                                               | 32,1                                                               | 27,9                                                               | 19,8                                                               | 16,3                                                               |                                                                    |
| Середній максимум, °C                                              | 5,3                                                                | 6,3                                                                | 10,1                                                               | 14,9                                                               | 18,6                                                               | 21,4                                                               | 23,6                                                               | 23,2                                                               | 19,3                                                               | 14,4                                                               | 9,2                                                                | 5,8                                                                | 14,3                                                               |
| Середня температура, °C                                            | 2,8                                                                | 3,2                                                                | 5,8                                                                | 9,6                                                                | 13,2                                                               | 16,0                                                               | 18,1                                                               | 17,6                                                               | 14,2                                                               | 10,3                                                               | 6,3                                                                | 3,5                                                                | 10,0                                                               |
| Середній мінімум, °C                                               | −0,0                                                               | −0,2                                                               | 1,3                                                                | 3,5                                                                | 7,0                                                                | 9,8                                                                | 12,1                                                               | 11,7                                                               | 9,1                                                                | 6,2                                                                | 3,1                                                                | 0,8                                                                | 5,4                                                                |
| Абсолютний мінімум, °C                                             | −21,8                                                              | −21,8                                                              | −16,8                                                              | −8,8                                                               | −3,9                                                               | −0,6                                                               | 3,0                                                                | 1,3                                                                | −3,5                                                               | −8,5                                                               | −11,4                                                              | −16,3                                                              |                                                                    |
| Середня кількість сонячних годин на місяць                         | 59,4                                                               | 87,7                                                               | 135,7                                                              | 187,8                                                              | 211,2                                                              | 202,1                                                              | 214,0                                                              | 195,5                                                              | 154,1                                                              | 119,4                                                              | 64,9                                                               | 53,2                                                               | 1685,0                                                             |
| Норма опадів, мм                                                   | 70.8                                                               | 55.4                                                               | 58.1                                                               | 43.7                                                               | 57.2                                                               | 64.8                                                               | 77.6                                                               | 79.4                                                               | 67.3                                                               | 67.5                                                               | 66.1                                                               | 76.4                                                               | 784.3                                                              |
| Вологість повітря, %                                               | 87.1                                                               | 83.9                                                               | 78.9                                                               | 72.6                                                               | 73.2                                                               | 75.2                                                               | 76.0                                                               | 77.9                                                               | 83.0                                                               | 86.1                                                               | 89.1                                                               | 89.1                                                               | 81.0                                                               |
| ------------------------------------------------------------------ | ------------------------------------------------------------------ | ------------------------------------------------------------------ | ------------------------------------------------------------------ | ------------------------------------------------------------------ | ------------------------------------------------------------------ | ------------------------------------------------------------------ | ------------------------------------------------------------------ | ------------------------------------------------------------------ | ------------------------------------------------------------------ | ------------------------------------------------------------------ | ------------------------------------------------------------------ | ------------------------------------------------------------------ | ------------------------------------------------------------------ |
| Джерело: Королівський нідерландський інститут метеорології         |                                                                    |                                                                    |                                                                    |                                                                    |                                                                    |                                                                    |                                                                    |                                                                    |                                                                    |                                                                    |                                                                    |                                                                    |                                                                    |

## Спорт
У місті є власний футбольний клуб — «Твенте», який виступає у найвищому дивізіоні країни — Ередивізі. 2010 року «Твенте» став чемпіоном країни. Команда виступає на стадіоні «Гролс Весте» місткістю трохи понад 30 тисяч місць.

## Міста-побратими
- Пало-Альто
- Далянь